# Godos (Caldas de Reyes)
Godos (llamada oficialmente Santa María de Godos) es una parroquia del municipio español de Caldas de Reyes, en la provincia de Pontevedra, Galicia.

## Toponimia
La parroquia también es conocida por el nombre de Santa María P. de Godos.

## Historia
Hacia mediados del siglo XIX, el lugar, por entonces referido como una feligresía perteneciente al ayuntamiento de Sayar, tenía contabilizada una población de 310 habitantes. Aparece descrito en el octavo volumen del Diccionario geográfico-estadístico-histórico de España y sus posesiones de Ultramar de Pascual Madoz con las siguientes palabras:

GODOS (Sta. Maria): felig. en la prov. de Pontevedra (3 leg.), dióc. de Santiago (6 3/4), part. jud. de Caldas de Reyes (1), ayunt. de Sayar (1/2): sit. á la der. del r. Umia en terreno montuoso, con buena ventilacion y clima saludable. Comprende los l. de Calcote, Cotos, Currás, Longra, Rejenjo, Sta. Catalina y Riba, que reunen mas de 100 casas. La igl. parr. (Sta. Maria), está servida por un cura de provision ordinaria en concurso. Confina el térm. N. Sayar; E. Santiago de Godos; S. Lantaño, y O. Rubianes: nace en él un arroyo que corre de N. á S. y deposita sus aguas en el Umia. El terreno es montuoso y de mediana calidad; los caminos locales, y el correo se recibe en la cap. del part. prod.: centeno, maiz, algun trigo, lino, vino, habas y legumbres: cria ganado vacuno y mucho lanar y cabrio; hay caza de perdices y conejos. pobl.: 111 vec., 310 almas. contr.: con su ayunt. (V.)
(Madoz, 1847, p. 432)

Por aquel entonces, existía otra parroquia, la de Santiago de Godos, que más adelante se integraría en esta.

## Organización territorial
La parroquia está formada por diez entidades de población, constando nueve de ellas en el nomenclátor del Instituto Nacional de Estadística español:
- Calcote
- Coto de Abajo (O Coto de Abaixo)
- Coto de Arriba (O Coto de Arriba)
- Cruceiro de Santiago (O Cruceiro de Santiago)
- Currás
- O Morido
- Rebolta (Revolta)(A Revolta)
- Reguengo (O Reguengo)(Regengo)
- Riba (A Riba)[9] (La Riva)
- Santa Catalina

## Demografía
| Gráfica de evolución demográfica de Godos entre 2000 y 2023 |
|                                                             |
| Datos según el nomenclátor publicado por el INE.            |

## Patrimonio
Hay en la parroquia una iglesia de Santa María y otra de Santiago.